# Inertización
La inertización es un término técnico que significa "dejar quieto", "dejar inactivo", se aplica en la ingeniería ambiental para indicar un proceso de tratamiento de residuos catalogados como residuo peligroso, sean líquidos o sólidos, para inactivar o minimizar su potencial naturaleza química y su posterior disposición final.
La inertización o neutralización de los residuos no recuperables que deban ser dispuestos en:
- Vertidos a la red de desagües una vez pasados por una planta de tratamientos de riles en cumplimiento con normativas medioambientales legales.

- Las celdas habilitadas en los depósitos de talud para tal propósito, serán sometidos a un proceso que permita minimizar la movilidad química de sus contaminantes.

## Tratamiento químico inertizante
Este tratamiento puede hacerse por vía húmeda, semihúmeda y por vía seca.
Los tratamientos por vía húmeda se hacen en reactores especialmente acondicionados para ello, usando el agua como carrier dee mixtura. Tanto la vía semihúmeda como por la seca, se utilizan contenedores rotatorios (betoneras) para lograr la mixtura homogénea de la mezcla. La vía húmeda se usa para mezclar sólidos solubles, mezclas acuosas neutralizantes etc. En la vía semihúmeda, uno de los ingredientes contiene humedad necesaria para la reacción con un reactivo. En la vía seca, uno de los componentes es usado ya sea como material adsorbente o dilutor (solvente) seco.
En los reactores se inertizan los residuos peligrosos mediante un tratamiento químico agregando reactivos que al reaccionar con los agentes activos indeseados contenidos en los residuos forman otras sustancias inocuas y químicamente estables. 
Estos procesos inertizadores por vía húmeda pueden ser:
• Neutralización alcalina de residuos contaminados con ácidos.
• Neutralización ácida de residuos contaminados con sustancias alcalinas 
• Destrucción de cianuros en residuos contaminados. 
Estos procesos se realizan por vía húmeda para lo cual es necesario que los materiales se introduzcan en el estanque reactor donde se adicionan los reactivos y ocurra la neutralización química o la destrucción de los compuestos peligrosos y su transformación química a sustancias inocuas.
Los líquidos químicamente inertes pueden usarse de nuevo en ulteriores procesos como agentes dilutores, mientras los sólidos obtenidos se descartarán como residuo inerte o se utilizarán, si su composición lo amerita, como estabilizadores de suelo o material de relleno de caminos.
El tratamiento de la neutralización de ácidos inorgánicos y orgánicos y sus disoluciones está orientado a residuos sólidos que contengan estos componentes o tierras contaminadas con ellos, los que habrá que disolver para su tratamiento por vía húmeda. Con un filtro de prensa se realizará la separación del sólido de la solución que se neutralizará, mientras el sólido que es inerte se dispondrá en las celdas para residuos no peligrosos.
La destrucción de los residuos con contenidos de ácidos inorgánicos fuertes, como por ejemplo el ácido clorhídrico (HCl), el ácido bromhídrico (HBr), el ácido yodhídrico (HI), el ácido nítrico (HNO3), el ácido fosfórico (H3PO4) y el ácido sulfúrico (H2SO4) se basa en la neutralización con una base inorgánica: bicarbonato de sodio (NaHCO3), carbonato de sodio (Na2CO3), hidróxido de sodio (NaOH) o de potasio (KOH), usualmente Cal (CaOH2) etc.
El tratamiento supone una inactivación de la capacidad corrosiva de la especie, sin embargo, cuando la especie es ácido cianhídrico ( HCN ) por ejemplo, el anión cianuro no pierde su toxicidad y debe ser transformado a isocianato.

### Modelo de procedimiento para vía húmeda por neutralización de especies fuertes
- Especies ácidas

En un recipiente amplio que contenga un exceso de disolución acuosa de NaOH del 10% en peso y a temperatura ambiente, se vierte lentamente y con agitación el residuo con ácido a destruir (si se trata de un residuos con ácido concentrado se ha de diluir previamente vertiéndolo con precaución sobre 5 volúmenes de agua fría). La mezcla resultante, que ha de tener pH básico, se vierte entonces en pequeñas porciones sobre un gran exceso de agua. Después de ajustar el pH entre 6 y 8, si es necesario utilizando solución diluida de ácido sulfúrico, la disolución resultante se puede eliminar por el desagüe. Para eliminar derrames de ácidos inorgánicos fuertes, se debe cubrir la superficie contaminada con un exceso de bicarbonato de sodio sólido. La reacción es exotérmica y se produce una fuerte efervescencia. El residuo resultante se vierte en pequeñas porciones sobre un gran exceso de agua, se lleva hasta a pH 6-8 y se vierte al desagüe. 
Estas operaciones se han de realizar con la protección adecuada: gafas de seguridad, guantes de caucho y pantalla protectora (en caso de reacción muy violenta).
En general, los ácidos orgánicos más habituales, cuyas sales sódicas son solubles en agua, se pueden tratar de la forma anteriormente descrita. 
Dentro de esta categoría se incluyen los siguientes tipos de ácidos orgánicos:
1. ácidos carboxílicos de cadena corta (fórmico, acético, propiónico, butírico, valérico, acrílico, metacrílico, pirúvico, etc.),
2. ácidos halogenocarboxílicos de cadena corta (mono-, di- y tricloroacético, trifluoroacético, etc.;
3. ácidos sulfónicos de cadena corta (RSO3H),
4. ácidos fosfónicos (RPO(OH)2),
5. ácidos borónicos (RB(OH)2).

- Neutralización de residuos contaminados con sustancias alcalinas (Bases inorgánicas, sales básicas y sus disoluciones)

Igual que en el caso anterior, los residuos sólidos pueden estar contaminados o contener estas sustancias alcalinas o tratarse de tierra contaminada con ellos. Este tratamiento se orienta a este tipo de residuos y también requiere de un filtro de prensa que separe el sólido del líquido. Los residuos sólidos, que son inertes se disponen en las celdas para residuos no peligrosos , mientras se trata el líquido para neutralización.
Las bases inorgánicas, como por ejemplo el hidróxido de litio (LiOH), el hidróxido de sodio (NaOH), el hidróxido de potasio (KOH), el amoníaco acuoso (NH3aq., NH4OH), y las sales de hidrólisis básica, como por ejemplo el carbonato de potasio (K2CO3), el carbonato de sodio (Na2CO3) y el amoníaco, se tienen que neutralizar con una disolución diluida de ácido sulfúrico o de ácido clorhídrico. Para destruir cal viva (CaO) o cal apagada (Ca(OH)2) es mejor utilizar ácido clorhídrico, porque el sulfato de calcio es insoluble.
Un procedimiento usual es diluir con agua, en relación 1:5, y neutralizar hasta pH 6-8, añadiendo lentamente una disolución al 50% de ácido sulfúrico. Se diluye la disolución obtenida a 1:10 y se vierte por el desagüe con un exceso de agua.
Otra forma es en un recipiente amplio que contenga una solución fría de ácido clorhídrico de concentración 6 mol L-1 (solución al 50%), se vierte lentamente y con agitación la base a eliminar. Cuando el pH está cercano a la neutralidad, se detiene la adición y la solución resultante se vierte por el desagüe con un exceso de agua.
Para eliminar derrames, se recubre la superficie contaminada con un exceso de solución al 50% de ácido clorhídrico o de ácido sulfúrico. El residuo resultante se diluye con agua, se neutraliza si es necesario y se vierte al desagüe. Un gran exceso de agua se lleva hasta a pH 6-8 y se vierte al desagüe.

## Destrucción de cianuros en residuos
Pueden presentarse sólidos disgregables de suelos contaminados o materiales sólidos que hayan resultado contaminados con cianuros y su correspondiente transformación en ácido cianhídrico. Estos residuos han de disolverse en agua para su tratamiento por vía húmeda 
Los cianuros inorgánicos son compuestos extremadamente tóxicos y han de ser transportados con cuidado y evitando que entren en contacto con ácidos, ya que se generaría cianuro de hidrógeno (HCN), que es un gas volátil ), altamente tóxico (por inhalación, ingestión y absorción a la piel), inflamable y que forma mezclas explosivas con el aire. 
El contacto con cianuro de una manera extrema es rápidamente fatal; si el contacto es menos extremo produce síntomas como por ejemplo dolor de cabeza y náuseas. Existen evidencias de que es un agente mutagénico potencial, y está probado que puede aumentar los riesgos de mutagénesis y teratogénesis en humanos. Estos compuestos tienen un gran número de utilidades en síntesis orgánica, electrodeposiciones industriales, minería.
El bromuro de cianógeno (altamente letal) (CNBr) es un sólido cristalino, volátil y extremadamente tóxico (p. f. 49-51 °C). Se utiliza en los laboratorios para la activación de agarosa en cromatografía de afinidad, en análisis de la estructura proteica y para la detección de compuestos de piridina.
El cianuro de hidrógeno contenido en residuos peligrosos puede ser degradado por dilución con uno o más volúmenes de etanol e incinerando la disolución a continuación.
Los cianuros inorgánicos y el CNBr en pequeñas cantidades son oxidados por hipoclorito de sodio NaClO o hipoclorito de calcio Ca(CIO)2, en disolución básica para dar el ion cianato menos tóxico (relativamente inocuo). Es posible a continuación realizar la posterior hidrólisis del ion cianato. 

### Modelo de inertización de cianuros en presentación sólida
Disolver NaCN o CNBr en agua hasta que la concentración no exceda de 25 mg mL-l para el NaCN y 60 mg mL-l para el CNBr. Mezclar un volumen de esta disolución con un volumen de disolución de hidróxido de sodio (NaOH) de concentración 1 mol L-l y dos volúmenes de disolución de NaClO al 5,25% preparada recientemente . 1:1:1, v/v/v). Agitar la mezcla durante 3 h, comprobar que la destrucción ha sido completa, neutralizar la mezcla y verterla al desagüe con exceso de agua.

### Modelo de inertización decianuro de sodioobromuro de cianógenoen disolución
Cuando existen recipientes contaminados con estos compuestos. 
Si es necesario diluir la disolución de NaCN con agua hasta que la concentración no exceda de 25 mg mL-1 y diluir las disoluciones acuosas de CNBr con agua hasta que la concentración no exceda de 60 mg mL-1. 
- Si es necesario, diluir las disoluciones acuosas de CNBr en disolventes orgánicos con el mismo disolvente orgánico hasta que las concentraciones no excedan de 60 ppm para el acetonitrilo, 30 ppm para el dimetilsulfóxido (DMSO), la dimetilformamida (DMF), el 2-metoxietanol, o el HCI de concentración 0,1mol L-1, 25 mg mL-1 para el etanol y 19 ppm para la N-metil-2-pirrolidona (NMP). Por cada volumen de disolución añadir un volumen de disolución de NaOH de Concentración 1 mol por litro y dos volúmenes de disolución de NaClO al 5,25% preparada recientemente. Agitar la mezcla durante 3 h, comprobar que la destrucción ha sido completa, neutralizar la mezcla y verterla al desagüe con exceso de agua.

- Si es necesario diluir la disolución de NaCN con agua hasta que la concentración no exceda de 25 mg mL- 1y diluir las disoluciones acuosas de CNBr con agua hasta que la concentración no exceda de 60 mg rnL-1. Si es necesario, diluir las disoluciones acuosas de CNBr en disolventes orgánicos con el mismo disolvente orgánico hasta que las concentraciones no excedan de 60 mg mL-1 para el acetonitrilo, 30 mg mL-1 para el dimetilsulfóxido (DMSO), la dimetilformamida (DMF), el 2-metoxietanol, o el HCI 0'1M, 25 mg mL-1para el etanol y 19 mg mL- 1 para la N-metil-2-pirrolidona (NMP). Por cada volumen de disolución añadir un volumen de disolución de NaOH de concentración 1mol L-1 y entonces añadir 60 g de Ca(CIO), por litro de disolución basificada. Agitar la mezcla durante 3 h, comprobar que la destrucción ha sido completa, neutralizar la mezcla y verterla al desagüe con exceso de agua.

#### Modelo de inertización de cianuro de hidrógeno en vía acuosa
En un balón de tres bocas equipado con agitador, termómetro y embudo de adicción, disolver el HCN en algunos volúmenes de agua helada en un baño de hielo, añadir aproximadamente un equivalente molar de disolución de NaOH a 0-10 °C para convertir el HCN en su sal de sodio (no añadir NaOH, NaCN o cualquier otra base al HCN líquido, ya que puede tener lugar una reacción violenta de polimerización del cianuro de hidrógeno). 
Añadir un 50% de exceso de disolución de NaCl al 5,25% (concentración 0,75 rnol L-1) (80 mL de disolución para cada gramo de HCN) a 0-10 °C con agitación y dejar que la mezcla se caliente a temperatura ambiente. Después mantener la agitación durante unas horas. Comprobar que la destrucción ha sido completa, neutralizar y verterla al desagüe con exceso de agua.

## Inertización por vía semihúmeda (cementación)
Dicho proceso corresponde principalmente a cementación con el objetivo de inmovilizar la migración de sustancias peligrosas. En el proceso se utiliza una mezcladora o Tromell donde los residuos se mezclan con cemento Portland con un grado de humedad que permita posteriormente la solidificación más el agregado de cal para mejorar la captación y mantener un pH básico. Un plato pelletizador permite formar pellet con el material para ser dispuestos en el relleno de seguridad ya estabilizados. Se puede tratar con este sistema los residuos de polvos de fundición, tierras contaminadas con hidrocarburos u otros productos que contengan metales pesados.

## Instalaciones de inertización
Las instalaciones de inertización deben cumplir las reglamentaciones ambientales en rigor. Es usualmente un terreno de escasa capilaridad en cuyo diseño se contemplan los siguientes componentes:
- Zona de romana
- Zona de muestreo
- Zona de laboratorio
- Depósito de residuos peligrosos
- Depósito de residuos no peligrosos
- Contenedor de seguridad de residuos altamente peligrosos.
- Zona de almacenamiento temporal residuos corrosivo y tóxico.
- Zona de almacenaje de inflamables
- Zona de acumulación de envases
- Zona de residuos para reciclaje
- Zona de inertización química
- Zona de descarga de residuos
- Zona de tratamiento de lodos
- Zona de piscina de decantación
- Zona de evaporación solar
- Otras instalaciones menores